# سلاق یاسی‌تپه
سلاق یاسی‌تپه ، روستایی است از توابع بخش مرکزی شهرستان گنبد کاووس در استان گلستان ایران.

## جمعیت
این روستا در دهستان باغلی ماراما قرار داشته و براساس سرشماری سال ۱۳۸۵جمعیت آن ۷۷۸نفر (۱۶۹خانوار) بوده است.